# Михайловский, Михаил Геннадьевич
Михаил Геннадьевич Михайловский (род. 27 июня 1961 года, Ленинград, РСФСР, СССР) — российский государственный деятель.

## Биография

### Образование
- В 1984 году окончил Ленинградский политехнический институт им. М. И. Калинина по специальности «динамика и прочность машин».
- В 1994 году окончил юридический факультет Санкт-Петербургского государственного университета по специальности «правоведение».
- В 1997 году окончил Российскую академию государственной службы при Президенте Российской Федерации по специальностям «государственное и муниципальное управление» и «национальная безопасность».
- Кандидат экономических наук[1]

### Карьера
С 1984 по 1990 год — инженер-технолог, инженер-конструктор ПОТ «Ленинградский металлический завод».
В 1990—1991 годах — председатель мандатной комиссии Калининского районного Совета народных депутатов.
С 1991 года — сначала заместитель главы, затем и. о., а с 1993 года — глава администрации (территориального управления) Калининского района Санкт-Петербурга.
С 30 июня 2000 года — вице-губернатор Санкт-Петербурга — председатель Административно-правового комитета Канцелярии губернатора Санкт-Петербурга.
C 1 января 2002 года по 29 октября 2003 года — член Совета Федерации Федерального Собрания Российской Федерации — представитель от исполнительного органа государственной власти города Санкт-Петербурга. Заместитель председателя Комитета Совета Федерации по правовым и судебным вопросам.
После отставки с поста члена Совета Федерации занимал пост начальника Управления информационного и документационного обеспечения Аппарата Совета Федерации.
С 3 июня 2009 года — начальник Управления Президента Российской Федерации по работе с обращениями граждан, преобразованного в феврале 2010 года в Управление Президента Российской Федерации по работе с обращениями граждан и организаций.

## Доходы
Согласно данным, размещенным в декларации, содержащей сведения о доходах, расходах, об имуществе и обязательствах имущественного характера лиц, замещающих государственные должности Российской Федерации, за 2018 года Михаил Михайловский заработал 6 530 168 рублей. Доход его супруги за тот же период составил 215 141 рубль.

## Классные чины
- Действительный государственный советник Российской Федерации 2 класса (29 сентября 2004)[9]
- Действительный государственный советник Российской Федерации 1 класса (11 октября 2009)[10]